# Beehive Mountain
Der Beehive Mountain (englisch für Bienenkorbberg) ist ein fast 2134 m hoher Berg im ostantarktischen Viktorialand. Er ragt 8 km nördlich des Finger Mountain am nördlichen Rand des Kopfendes des Taylor-Gletschers auf.
Teilnehmer der britischen Discovery-Expedition (1901–1904) gaben ihm auf Vorschlag seines Entdeckers, des stellvertretenden Expeditionsleiters Albert Armitage, seinen Namen in Anlehnung an seine äußere Erscheinung.